# Pipat Singsanee
Pipat Singsanee (Sinhasema) (taj. พิพัฒน์ สิงห็เสนี; ur. 13 grudnia 1939) – tajski judoka. Olimpijczyk z Tokio 1964, gdzie zajął dziewiąte miejsce w wadze średniej.
Uczestnik mistrzostw świata w 1965 roku. 

## Letnie Igrzyska Olimpijskie 1964
| Konkurencja | Eliminacje             | Eliminacje              | Klas. końcowa |
| Konkurencja | Przeciwnik I           | Przeciwnik II           | Miejsce       |
| ----------- | ---------------------- | ----------------------- | ------------- |
| -80 kg      | Peter Snijders (NED) P | Thúc Thuân Thái (VIE) Z | 9.            |